# Слово к народу
«Слово к народу» — обращение группы политиков и деятелей культуры, опубликованное в газете «Советская Россия» 23 июля 1991 года и адресованное в первую очередь к армии. Среди подписавших обращение были Юрий Бондарев, Геннадий Зюганов, Александр Проханов, Валентин Распутин. Трое из двенадцати подписавших — Валентин Варенников, Василий Стародубцев и Александр Тизяков — проходили позднее по делу ГКЧП.

## История
В 1991 году СССР переживал тяжелый кризис: союзные республики выходили из-под контроля центральной власти, экономика разваливалась, падал уровень жизни людей, бушевали межнациональные конфликты, росла преступность. Страна стояла на грани катастрофы. 
Полковник КГБ Валентин Сидак вспоминает: 
Автором самой идеи был кто-то из видных писателей страны – то ли Ю. Бондарев, то ли В. Распутин, сейчас уже не помню точно. Однако «болванку» для текста этого обращения на основе все тех же вышеупомянутых наработок составил один из руководителей Аналитического управления КГБ СССР. Именно поэтому оно и текстуально, и по смыслу было очень сходным с опубликованным позднее обращением ГКЧП к советскому народу. Этот же работник был командирован от ведомства в состав рабочей группы, заседавшей, насколько мне помнится, в помещениях редакции газеты «День» на Цветном бульваре. <...> 
Окончательная редакция текста обращения с последними правками пошла прямо с моего стола после доклада Председателю КГБ сразу в типографии, и не только редакции газеты «Советская Россия», – на опубликование. 
Так что могу теперь сказать прямо и недвусмысленно: истинным вдохновителем и фактическим автором обращения «Слово к народу» было высшее руководство КГБ СССР, прежде всего – В. А. Крючков с его излюбленным, очень характерным словечком «борение», а отнюдь не те лица, которые сегодня ставят себе это в заслугу.

## Содержание
Авторы обращения к жителям страны, выступая с критикой политики Бориса Ельцина и Михаила Горбачёва, призывали предотвратить распад СССР и создавать оппозиционные движения:

Родина, страна наша, государство великое, данное нам в сбережение историей, природой, славными предками, гибнет, ломается, погружается во тьму и небытие. И эта погибель происходит при нашем молчании, попустительстве и согласии. <…>
Что с нами сделалось, братья? Почему лукавые и велеречивые властители, умные и хитрые отступники, жадные и богатые стяжатели, издеваясь над нами, глумясь над нашими верованиями, пользуясь нашей наивностью, захватили власть, растаскивают богатства, отнимают у народа дома, заводы и земли, режут на части страну, ссорят нас и морочат, отлучают от прошлого, отстраняют от будущего — обрекают на жалкое прозябание в рабстве и подчинении у всесильных соседей? <…> Братья, поздно мы просыпаемся, поздно замечаем беду, когда дом наш уже горит с четырёх углов, когда тушить его приходится не водой, а своими слезами и кровью. Неужели допустим вторично за этот век гражданский раздор и войну, снова кинем себя в жестокие, не нами запущенные жернова, где перетрутся кости народа, переломится становой хребет России? <…>

Сплотимся же, чтобы остановить цепную реакцию гибельного распада государства, экономики, личности; чтобы содействовать укреплению советской власти, превращению её в подлинно народную власть, а не в кормушку для алчущих нуворишей, готовых распродать все и вся ради своих ненасытных аппетитов; чтобы не дать разбушеваться занимающемуся пожару межнациональной розни и гражданской войны.

## Подписавшие «Слово к народу»
1. Юрий Бондарев
2. Юрий Блохин
3. Валентин Варенников (проходил по делу ГКЧП)
4. Эдуард Володин
5. Борис Громов
6. Геннадий Зюганов
7. Людмила Зыкина
8. Вячеслав Клыков
9. Александр Проханов
10. Валентин Распутин
11. Василий Стародубцев (проходил по делу ГКЧП)
12. Александр Тизяков (проходил по делу ГКЧП)

## Оценка
Впоследствии это обращение стали рассматривать как идеологическую программу происшедшего через 28 дней после опубликования августовского путча 1991 года в СССР
В своих мемуарах идеолог Перестройки и бывший заведующий отделом пропаганды ЦК КПСС Александр Яковлев крайне негативно характеризовал обращение, называя его «демагогическим», «набором злобных пассажей и одновременно отчаянных стонов души», «пошлым сочинением» и «идеологической программой августовских мятежников».
Геннадий Зюганов отмечал: «могу напомнить, что публикация этого коллективного письма вызвала огромный резонанс. И ненависть со стороны властей, в том числе Ельцина и его окружения. Мы помним, как с трибун и экранов Руцкой и Ельцин, говоря об этом документе, то называли его „плачем Ярославны“, то грозили авторам тюрьмой».
Поэт и публицист Юрий Кублановский называет письмо «симбиозным манифестом коммунизма с патриотизмом, подписанном, увы, и многими высокоталантливыми деятелями культуры».

## 10 лет спустя. Обращение «Остановить „реформы смерти“!»
Спустя 10 лет, 14 августа 2001 года «Советская Россия» опубликовала обращение «Остановить „реформы смерти“!», в котором «Слово к народу» называется «пророческим». В новом обращении помимо критики «либеральных реформ» содержались призывы к президенту Владимиру Путину и сотрудникам спецслужб избавляться от ельцинского окружения, перехватывая рычаги власти:

Не питая иллюзий по поводу возможностей и внутренних установок президента Путина, мы тем не менее снова и снова побуждаем его сбросить с себя страшный груз ельцинизма, освободиться от ненавистного народу ельцинского окружения — этих волошиных, фридманов, абрамовичей, которые, как жернова, утягивают его в пучину бед. Призываем вырвать штурвал государства у дилетантов Кудрина, Грефа, загоняющих экономику в штопор. Пусть нанесет решительный удар по теневикам и мафиозным политикам, рассечёт олигархический узел, как это удалось ему в случае с Гусинским и Березовским. В этом решительном, достойном национального лидера деянии он сможет опереться на большинство народа, на его дееспособные, нравственные, патриотические силы. <…>

Работники спецслужб, «чекисты», которые вслед за Путиным пришли к управлению страной, внесли в политику государственную волю, бескорыстие, идею служения, задыхаются от гнилостных ельцинских кадров, отравляющих институты государства. Они станут несомненными союзниками патриотов в «кадровой революции», в исцелении больного государства.
Обращение «Остановить „реформы смерти“!» подписали 43 человека, в том числе лауреат Нобелевской премии Жорес Алфёров, писатель Юрий Бондарев, главный редактор газеты «День литературы» Владимир Бондаренко, ректор Литературного института Сергей Есин, член-корреспондент РАН Сергей Глазьев, народный артист России Николай Губенко, лидер КПРФ Геннадий Зюганов, председатель комитета Госдумы Анатолий Лукьянов, председатель комитета Госдумы Иван Мельников, генерал армии и бывший министр обороны, депутат Госдумы Игорь Родионов, летчик-космонавт, депутат Госдумы Светлана Савицкая, руководитель Агропромышленной депутатской группы Госдумы Николай Харитонов.
Пресс-служба МВД России и Центр общественных связей ФСБ отказались комментировать публикацию.